# Serhij Raluczenko
Serhij Petrowycz Raluczenko (ukr. Сергій Петрович Ралюченко, ros. Сергей Петрович Ралюченко, Siergiej Pietrowicz Raluczenko; ur. 13 listopada 1962 w Kijowie, zm. 10 grudnia 2024) – ukraiński piłkarz, grający na pozycji pomocnika, a wcześniej napastnika, trener piłkarski.

## Kariera piłkarska

### Kariera klubowa
Wychowanek DJUSSz Dynamo Kijów. Pierwsze trenerzy - Wołodymyr Onyszczenko i Wiktor Kaszczej. Karierę piłkarską rozpoczął w klubie Zirka Kirowohrad. W 1986 służył w CSKA Kijów, skąd w 1987 przeszedł do Szachtara Donieck. Po sezonie 1988, w którym bronił barw Zirki Kirowohrad, przeniósł się do Metalista Charków. W 1991 wyjechał do Polski, gdzie występował w Stali Mielec i Stilonie Gorzów. Na początku 1993 powrócił do Ukrainy, gdzie został piłkarzem Torpeda Zaporoże. Kolejnymi klubami w jego karierze byli Temp Szepietówka, Skała Stryj, Worskła Połtawa i Naftowyk Ochtyrka. Zakończył swoją karierę w klubie Zirka Kirowohrad.

## Kariera trenerska
W listopadzie 1998 po zakończeniu kariery piłkarskiej został zaproszony do charkowskiego Metalista pomagać trenować drugą drużynę. Od lipca 2005 pracował w sztabie szkoleniowym podstawowej jedenastki Metalista. W 2016 po rozwiązaniu klubu przeniósł do nowego klubu Metalist 1925 Charków

## Sukcesy

### Sukcesy klubowe
- finalista Superpucharu ZSRR: 1988

### Odznaczenia
- nagrodzony tytułem Mistrza Sportu ZSRR: 1988